# 姆彭戈韋縣

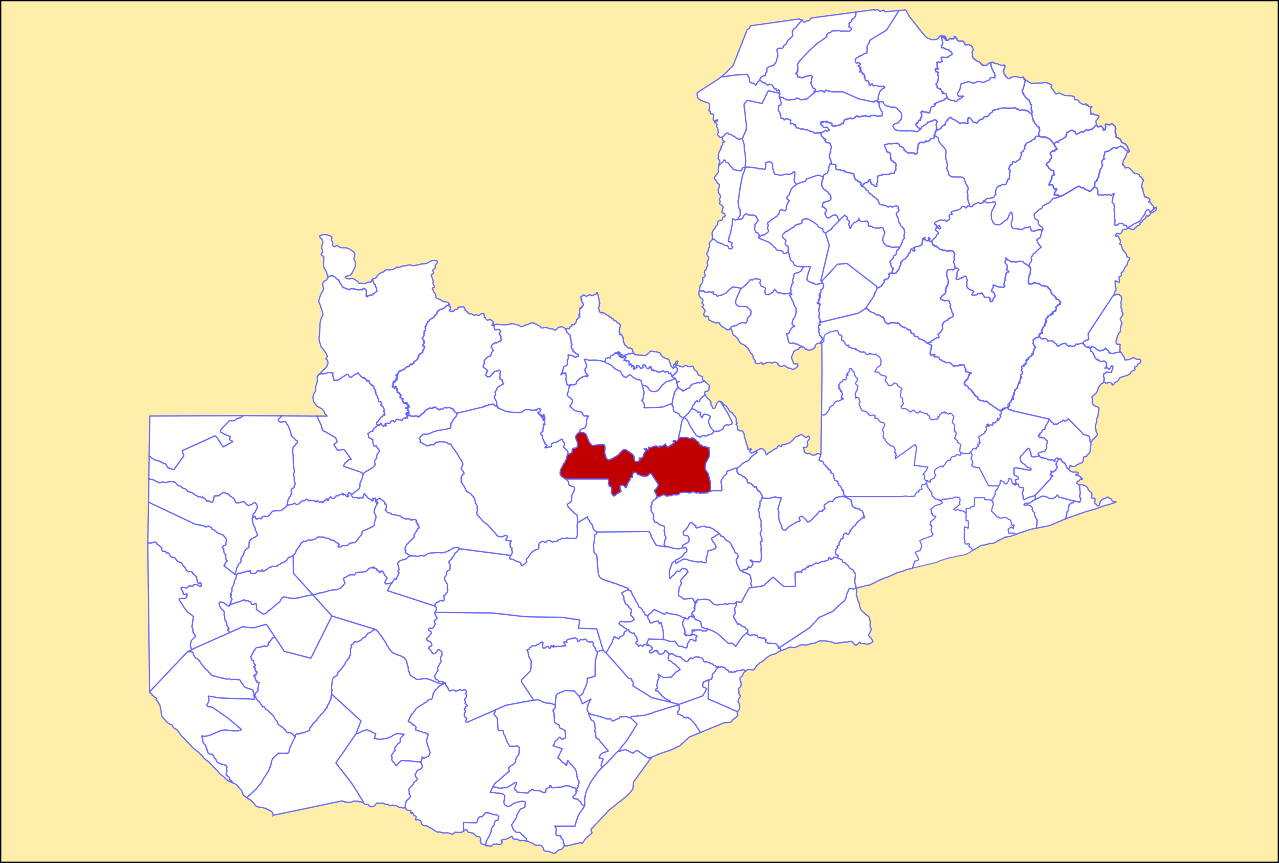

13°33′S 27°42′E / 13.550°S 27.700°E
姆彭戈韋縣（英語：Mpongwe District），是贊比亞的縣份，位於該國中部，由銅帶省負責管轄，首府設於姆彭戈韋，面積8,339平方公里，2010年人口93,380，人口密度每平方公里11.2人。